# Marija Josipa Saska (1867. – 1944.)
Marija Josipa Luiza Filipina Elizabeta Pia Anđelka Margareta Saska (nje. Maria Josepha Luise Philippine Elisabeth Pia Angelika Margarete), princeza Saske, nadvojvotkinja Austrije (Dražđane, 31. svibnja 1867. − dvorac Wildenwart, Chiemgau, 28. svibnja 1944.) bila je njemačko-austrijska plemkinja i mecena.

## Životopis
Rodila se je 1867. u Dražđanama od oca kralja Saske Jurja I. i majke infante Marije Ane Portugalske.
Marija Josipa udala se s 19 godina. 2. listopada 1886. vjenčala se za nadvojvodu Otta Habsburga, generala konjaništva, sinovca cara kralja Franje Josipa I.
17. kolovoza 1887. u dvorcu Persenbeugu u Donjoj Austriji rodila je sina Karla I. 13. travnja 1895. rodila je sina Maksimilijana Eugena.
Bila je velika zaljubljenica u narodnu umjetnost Kraljevine Dalmacije i mecena tamošnjeg čipkarstva, izrade narodnog veziva i kućnih rukotvorina. Postala je jednom od glavnih promicateljica narodne umjetnosti u Dalmaciji. Zauzimala za poboljšanje teških prilika u Dalmaciji, čije je gradove više puta posjetila. Interes nije ostao samo na umjetnosti, nego, primjerice, i na razvoju svinjogojstva.
Zbog porasta zanimanja europskih turista za Kraljevinu Dalmaciju, poraslo je zanimanje i za lokalnu umjetnost. Na zagovor Marije Josipe otvorena je 1. siječnja 1905. godine u Splitu škola za čipke. Marija Josipa bila je 1907. pokroviteljicom predavanja o Dalmaciji u Beču koje je isplaniralo Društvo za promicanje čipkarske i kućne industrije. U Dubrovniku je 1909. bila pokroviteljicom lutrije koju je organizirala za to da bi moglo djelovati Društvo za poljepšanje grada. 
1919. je godine napustila Austriju sa sinom Karlom i caricom Zitom otišla u izgnanstvo.
Umrla je 28. svibnja 1944. u 76. godini života u dvorcu Wildenwartu u Bavarskoj. Lijes joj je položen u carskoj grobnici kod kapucina u Beču. Bila je zadnja osoba čiji je lijes smješten u toj grobnici, sve do polaganja lijesova nadvojvode Otta von Habsburga i njegove supruge Regine.